# Zsaru butik
A Zsaru butik (eredeti cím: Copshop) 2021-ben bemutatott amerikai akció-thriller, amelyet Kurt McLeod és Carnahan forgatókönyvéből Joe Carnahan rendezett, McLeod és Mark Williams története alapján. A főszerepen Gerard Butler, Frank Grillo és Alexis Louder látható.
A filmet az Egyesült Királyságban 2021. szeptember 10-én mutatta be az STXfilms, az Egyesült Államokban pedig 2021. szeptember 17-én az Open Road Films. Általánosságan pozitív visszajelzéseket kapott.

## Rövid történet
Egy bérgyilkos elől menekülő szélhámos egy kisvárosi rendőrőrsön rejtőzik el, azonban amikor a bérgyilkos is megjelenik a helyszínen, egy gyanútlan újonc rendőr kerül a célkeresztbe.

## Szereplők
| Szerep         | Színész               | Magyar hang     |
| -------------- | --------------------- | --------------- |
| Bob Viddick    | Gerard Butler         | Kőszegi Ákos    |
| Teddy Murretto | Frank Grillo          | Makranczi Zalán |
| Valerie Young  | Alexis Louder         | Dobó Enikő      |
| Anthony Lamb   | Toby Huss             | Jakab Csaba     |
| Huber          | Ryan O'Nan            | Turi Bálint     |
| Barnes         | Kaiwi Lyman-Mersereau | Renácz Zoltán   |
| Duane Mitchell | Chad L. Coleman       | Varga Rókus     |
| Peña tiszt     | Jose Pablo Cantillo   | Rajkai Zoltán   |

## A film készítése

### Elkészítés és szereplőválogatás
2020 szeptemberében bejelentették, hogy Gerard Butler és Frank Grillo lesz a főszereplője a Zsaru butik című akcióthriller filmnek, amelyet Joe Carnahan rendez majd. A forgatókönyvet Kurt McLeod írta McLeod és Mark Williams története alapján. Ez az első forgatókönyve McLeodnak, aki pénzügyi tanácsadóként dolgozik Edmontonban (Alberta, Kanada). A legutóbbi tervezetet Carnahan írta.
2020 októberében Alexis Louder kapta meg a harmadik főszerepet. 2020 októberében Ryan O'Nan, Kaiwi Lyman-Mersereau és Toby Huss mellékszerepekben szerepeltek.

### Forgatás
A forgatás 2020 októberében kezdődött a Georgia állambeli Atlantában található Blackhall stúdióban. A forgatásra az új-mexikói Albuquerque-ben is sor került. Október 2-án a forgatás leállt, miután a stáb három tagjának COVID-19 tesztje pozitív lett a folyamatban lévő járvány közepette. A forgatás október 5-én folytatódott, és november 20-án fejeződött be.
Frank Grillo szerint Joe Carnahan rendező által készített filmvágást elutasították egy másik verzió javára, amelyben nem szerepelt annyi az ő játékából.

## Megjelenés
A Zsaru butik az Egyesült Királyságban és Írországban 2021. szeptember 10-én jelent meg az STXfilms, az Egyesült Államokban 2021. szeptember 17-én az Open Road Films forgalmazásában.